# Khenpo Sodargye
Khenpo Sodargye nació en la región oriental del Tíbet conocido como Kham en 1962, y fue ordenado sacerdote en 1985 en el famoso Larung Buddhist Instituto, la mayor academia budista de su tipo en el mundo, también en la actual provincia de Sichuan de la República Popular China. Se formó en estrecha colaboración con Khenchen Jigme Phuntsok Rinpoche, que era él mismo una de las grandes luminarias de su generación.

## Reseña biográfica
Khenpo Sodargye estudió el curso tradicional de tratados filosóficos y también recibió todo el corpus de transmisiones budistas esotéricas tibetanas. Él se colocó finalmente a cargo del Instituto, donde se convirtió en uno de los profesores principales . También se desempeñó como principal traductor de Jigme Phuntsok Rinpoche para los discípulos chinos y fue asignado por Rinpoche a enseñarles.
Khenpo Sodargye se ha convertido en uno de los maestros budistas contemporáneos más eminentes. Como un lama tibetano, un erudito budista y maestro, un prolífico traductor al chino, y un pensador budista moderna, que es conocido en toda Asia y el oeste por su interés en la integración de las enseñanzas budistas tradicionales con temas globales y de la vida moderna.
Ha dado numerosas conferencias a través de China y otras partes de Asia oriental, meridional y el Sudeste de Asia, Australia , Nueva Zelanda , así como Europa y América del Norte. Él ha dado recientemente conferencias en varias universidades de prestigio como la Universidad de Pekín, Tsinghua, Harvard, Columbia, Yale, Princeton, Stanford de la Universidad de Toronto, la Universidad McGill, Universidad de Auckland, la Universidad de Melbourne, Universidad Nacional de Singapur, la Universidad Nacional de Taiwán, la Universidad de Hong Kong y la Universidad de Göttingen.
Khenpo menudo dice: "No sé cuánto tiempo puedo vivir, pero incluso si hubiera una sola escucha, yo ejerzo yo le beneficiará con Dharma hasta mi último aliento."